# Ubaguruma
Ubaguruma è un film giapponese del 1956 diretto da Tomotaka Tasaka.
Il film partecipò al Festival del cinema di Venezia del 1957, venendo inserito nella selezione ufficiale.